# Монте Санту Антоніу
Монте Санту Антоніу (порт. Monte Santo António) — гора в південно-західній частині острова Боа-Вішта в Кабо-Верде. Маючи висоту 379 м, є другою найвищою точкою острова. Як і Роша Ештансія та Монте-Ештансія, вона круто піднімається над навколишніми рівнинами. Є частиною природоохоронної території зі статутом пам'ятки природи та охоплює 459 га.

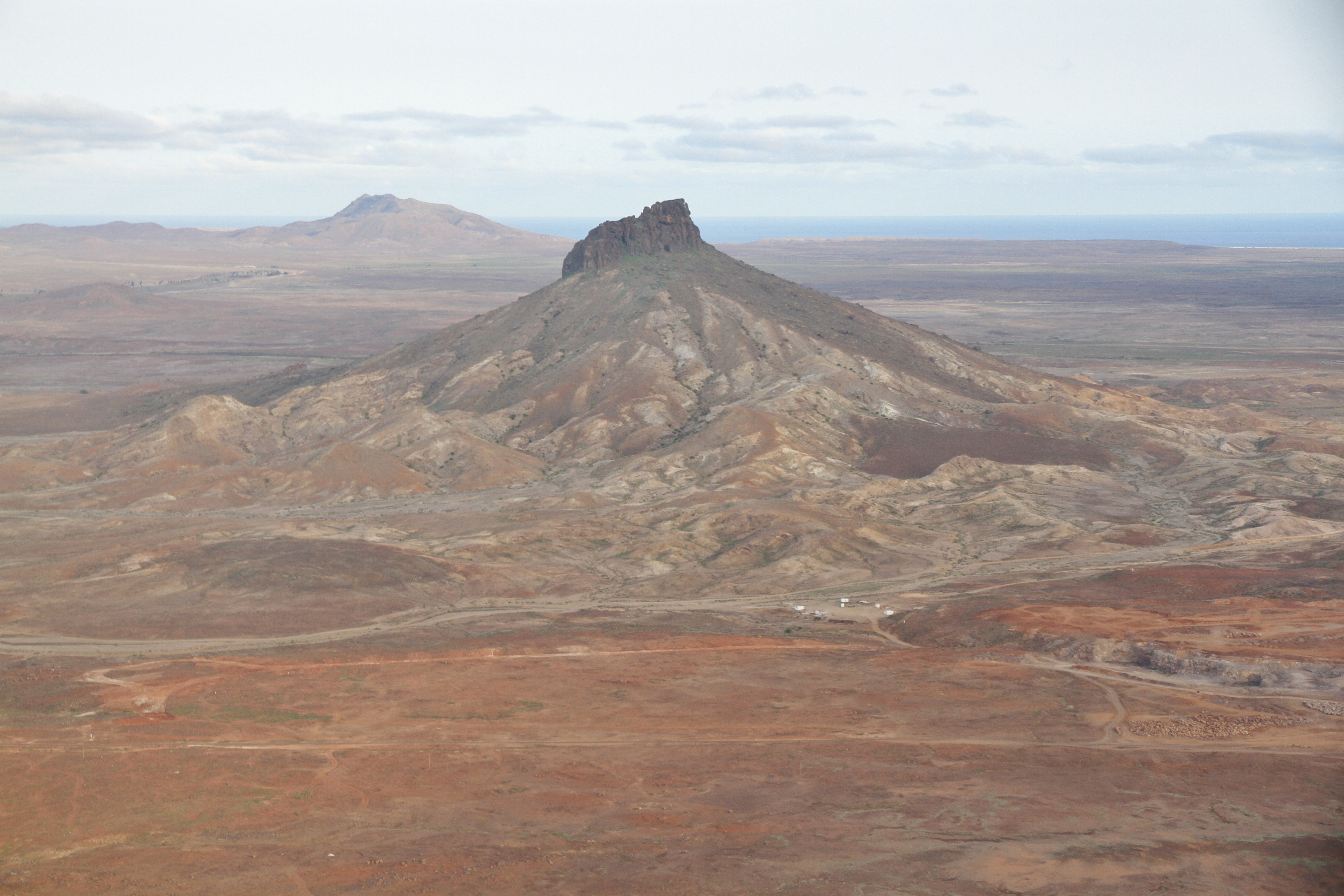
Монте-Санто-Антоніо з висоти пташиного польоту, Роша Ештансія на задньому плані